# 볼프강 베커

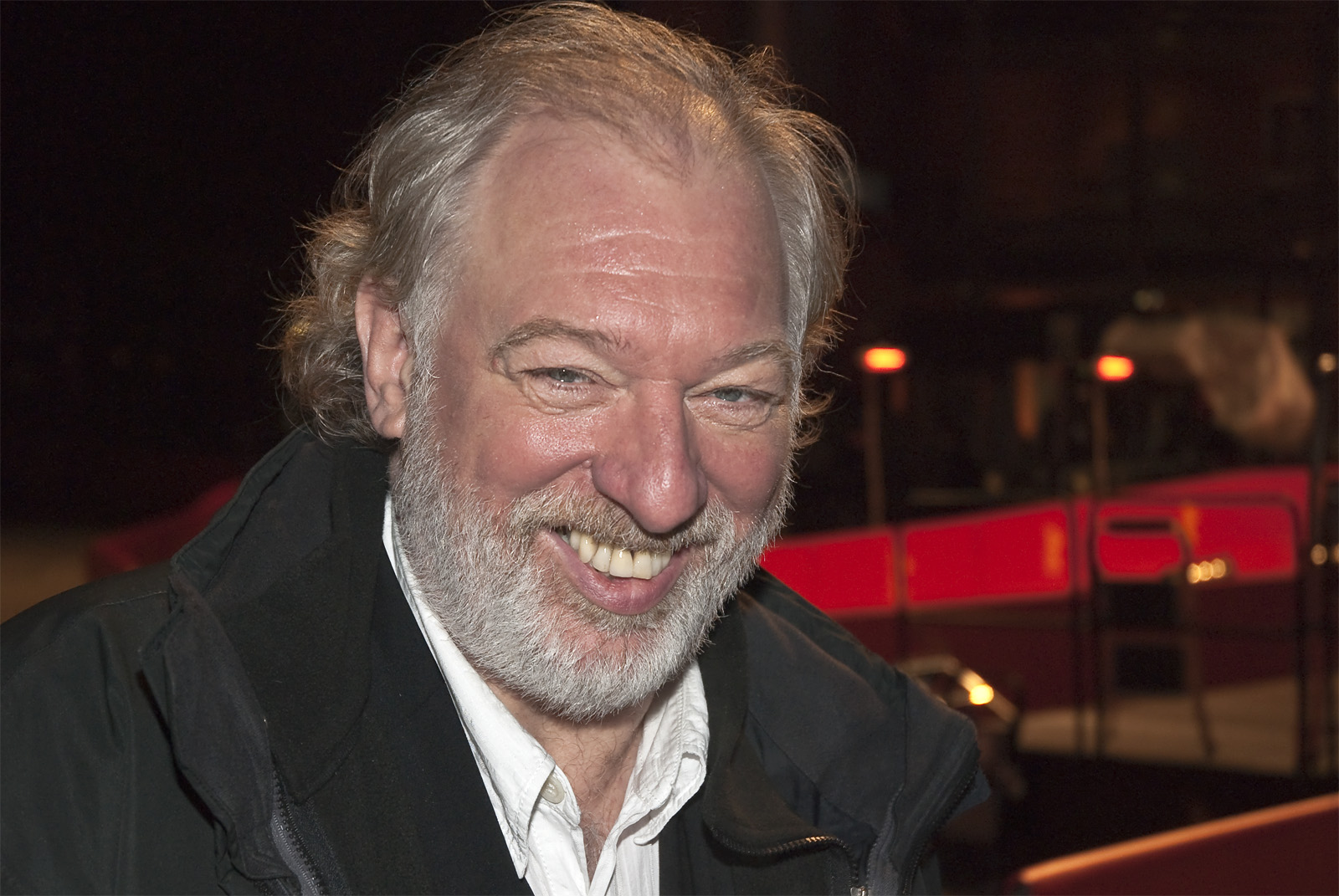
볼프강 베커

볼프강 베커(독일어: Wolfgang Becker, 1954년 6월 22일~2024년 12월 12일)은 독일의 영화 감독이자 작가이다. 국제적으로 가장 잘 알려진 작품은 《굿바이 레닌》이다.